# Edward Payson Evans
Edward Payson Evans (ur. 8 grudnia 1831 w Remsen, zm. 6 marca 1917 w Nowym Jorku) – amerykański wykładowca, językoznawca, zwolennik idei praw zwierząt. Autor pracy The Criminal Prosecution and Capital Punishment of Animals, traktującej o procesach zwierząt.

## Życiorys
Urodził się w Remsen w stanie Nowy Jork w 1831. Jego ojciec był duchownym prezbiteriańskim. Evans uzyskał bakelaureat na Uniwersytecie Michigan w 1854. Przez rok wykładał w akademii w Hernando w stanie Mississippi; później został wykładowcą Carroll College w Waukesha w stanie Wisconsin.
W latach 1858-1862 znajdował się za granicą, kontynuując studia na uniwersytetach w Getyndze, Berlinie i Monachium.
Po powrocie do Stanów Zjednoczonych wykładał na Uniwersytecie Michigan. W 1868 ożenił się z Elizabeth Edson Gibson. W 1870 Evans zrezygnował ze stanowiska w Michigan i ponownie wyjechał za granicę, gdzie zajmował się badaniem źródeł do dziejów literatury niemieckiej. Kształcił się też w zakresie języków orientalnych. Mieszkając w Monachium, dołączył do zespołu  czasopisma Allgemeine Zeitung w 1884.
Po śmierci żony w 1911 i wybuchu wojny w 1914 powrócił do Stanów Zjednoczonych. W latach późniejszych mieszkał w Cambridge, Massachusetts i Nowym Jorku.
Zmarł w Nowym Jorku 6 marca 1917.

## Twórczość
Książka Evansa z 1906, The Criminal Prosecution and Capital Punishment of Animals, jest uważana za przełomową pracę na temat historii procesów zwierząt. Pod koniec XX i z początkiem XXI wieku praca spotkała się z dużym zainteresowaniem badaczy.
Historyk środowiska Roderick Nash pisał, że zarówno Evans, jak i John Howard Moore „zasługują na większe uznanie z racji bycia pierwszymi zawodowymi filozofami w Stanach Zjednoczonych, którzy wykroczyli poza antropocentryzm”.

## Wybrane prace
- Abriss der deutschen Literaturgesehichte, Nowy Jork 1869
- A Progressive German Reader: With notes and a Complete Vocabulary, Nowy Jork 1869
- Animal Symbolism in Art and Literature, Londyn 1896
- Animal Symbolism in Ecclesiastical Architecture, Nowy Jork 1896
- History of German Literature, 1898
- Evolutional Ethics and Animal Psychology, Nowy Jork, 1897
- The Criminal Prosecution and Capital Punishment of Animals, Londyn, 1906